# Fiume Macquarie (Tasmania)
Il fiume Macquarie (Macquarie River in inglese, chiamato tinamarakunah (pron. teen.ner.mair.rer.koon.ner) in Palawa kani, la lingua artificiale ideata nel 1999 per ricostruire l'originale lingua degli aborigeni australiani) è un fiume perenne situato nella regione delle Midlands in Tasmania, in Australia.
Il fiume nasce nella regione del Tooms Lake e scorre inizialmente verso sud e quindi in direzione nord-ovest, attraversando la cittadina di Ross, prima di sfociare nel fiume South Esk nei pressi di Longford. In corrispondenza di Ross il fiume è attraversato dal ponte di Ross, un ponte in pietra costruito nel 1836 e il terzo ponte più vecchio d'Australia tra quelli ancora esistenti.
Il fiume parte da una altitudine di 606 e arriva a 134 metri di altitudine alla confluenza con il fiume South Eak, scendendo di 472 metri lungo i 189 km del suo corso.
E' alimentato da 13 fiumi e torrenti, i più importanti dei quali sono il fiume Tooms in uscita dall'omonimo lago, il fiume Elizabeth, il fiume Lake, il fiume Blackman, il Glen Morriston Rivulet e il torrente Brumbys.